# 賢俊
賢俊（けんしゅん）は、鎌倉時代後期から南北朝時代にかけての真言宗の僧・歌人。第65代醍醐寺座主・東寺長者・大僧正。父は権大納言日野俊光。兄に日野資名・資朝。室町幕府初代将軍足利尊氏の腹心の一人。
建武の乱（1336年）で持明院統（後の北朝）の光厳上皇の院宣を足利尊氏に伝えるなど、幕府・北朝成立に主たる功績を果たした。室町幕府の初代武家護持僧（祈祷の霊力で征夷大将軍を守護する僧）を務め、並ぶ者のない権勢を得た。南朝護持僧の文観房弘真とは、真言宗の盟主の地位を激しく争ったとするのが伝統的通説だが、同時代史料を見る限り実際は文観とは緩やかな協調関係にあったとする説もある。
著作のうち『紙本墨書賢俊日記』・『紙本墨書弘法大師二十五箇條遺告賢俊筆』の2件が重要文化財に指定されている。歌人としては『風雅和歌集』以下の勅撰和歌集に10首が入集。

## 略歴
正安元年（1299年）、権大納言日野俊光の子として誕生。
醍醐寺宝池院流賢助に師事して密教を学ぶ。元応2年（1322年）12月4日、今熊野において入壇（正式な受戒）の儀式が行われた（『五八代記』）。元弘の乱の最中の元弘元年（1331年）9月4日、東宮量仁親王（光厳天皇）ら持明院統の皇族が退避していた六波羅探題北条仲時邸において尊円法親王・賢助らによって五壇法が行われた際、賢助の補佐として「賢俊権大僧都」の名が見られる。2年後、師・賢助の死に際してその後継者に指名された。
建武2年11月19日（1336年1月2日）以降続く建武の乱・南北朝の内乱では、足利尊氏方についた。建武の乱の最中、延元元年（1336年）5月には、九州で再起して東上し鞆の浦に寄港した尊氏に持明院統（後の北朝）の光厳上皇の院宣を伝える役割を果たした。これが室町時代の足利将軍家と日野家の関係の端緒となった。延元元年（1336年）6月、後醍醐天皇護持僧の文観房弘真に替わり、第65代醍醐寺座主となった。また、権大僧正に任じられた。以降、示寂するまで22年間醍醐寺座主の地位を占めた。同年に東寺長者、根来寺大伝法院検校、六条八幡宮別当などの顕職に相次いで補任され、寺院社会で大きな影響力をもつようになった。
尊氏及び北朝3代（光明・崇光・後光厳）の護持僧として権勢をふるった。醍醐寺に食邑として6万石を寄進されて伽藍を整備し、さらに醍醐寺の院家であった三宝院を再興、新たに造営・寄進されてその院主となった。康永元年（1342年）法務大僧正に就任。観応元年（1350年）東寺長者の職を辞して尊氏の九州鎮定に従っている。また、観応の擾乱においても尊氏に従って、足利直義方にあった実相院の増基を退けて武家護持僧の筆頭に就いた。尊氏とは厚い信頼関係にあり、その緊密な関係が窺える手紙や願文が『醍醐寺文書』に含まれている。
延文2年閏7月16日（1357年8月31日）、数え59歳で入滅。この時、元太政大臣の洞院公賢からすらも「栄耀至極、公家武家権勢無比肩之人」（「栄華を極め、公家・武家ですら彼に匹敵する権勢を持つ者がいないほどの人物である」）とまで評された（『園太暦』）。醍醐寺に残る「理趣経」（重要文化財）は賢俊の四十九日供養の際、尊氏自らが書写したものである。他の賢俊にまつわる品として、『三宝院賢俊像』（醍醐寺所蔵）や、『三宝院賢俊僧正日記』がある。
しかし、当時の醍醐寺の内紛状態の中で傍流に属していた賢俊が幕府・北朝を支持を受けて、醍醐寺ひいては仏教界を掌握できたのは一時的な事であり、彼が没するとたちまち三宝院は力を失って動揺することになった。応安7年（1374年）には、彼の後継者である光済が興福寺の強訴で配流されている。その後足利義満が康暦（1379年）元年に武家護持僧の管領役を三宝院に一任するなどの庇護策を行うことによって大きく発展することになる。

## 文観房弘真との関係

### 対立説
伝統的通説としては、北朝・室町幕府の高僧だった三宝院賢俊は、南朝の高僧だった文観房弘真とは深い対立関係にあり、文観から真言宗の要職を奪還した僧だったとされる。たとえば、近世の『続伝統広録』では、文観は妖術に長け荼枳尼天を祀り女人と交わって多数の子を為した邪僧と描かれており、同書「大僧正賢俊伝」ではその邪僧の文観を駆逐して正しい教えを取り戻した立派な僧が賢俊であると、勧善懲悪的な文脈で対決が物語られる。
また、現存する軍記物語『太平記』の12巻および13巻は建武政権批判が色濃く、護良親王や千種忠顕ら後醍醐天皇側の人物が誹謗を受けており、特に文観は「邪魔外道」の僧とされ、後世の文観像に重大な影響を与えた。『太平記』研究者の兵藤裕己は、今川了俊『難太平記』を引き、慧鎮房円観らが作成した『原太平記』（『太平記』の原型だが散逸）全30余巻に対し、玄恵ら足利政権に近い人物による改変が行われたのではないか、と推測している。さらに、兵藤は、上記の賢俊が文観派を積極的に排除したとする伝統的通説に則り、文観批判が展開される『太平記』の前半部（1巻から21巻まで）が完成したとみられる時期と、賢俊が権勢を振るった時期が重なることを指摘している。

### 協調説
伝統的通説に対し、仏教美術研究者の内田啓一は、賢俊と文観は実際にはそこまで大きな対立関係にはなかったのではないか、と主張した。
一つ目に、南朝側の資料であるが『瑜伽伝灯鈔』（正平20年/貞治4年（1365年））によれば、賢俊は文観から付法を受けている（師の一人を文観としている）ので、文観から弟子の賢俊に座主が移るのは特段不自然なことではない。
二つ目に、賢俊が文観に替わって醍醐寺座主になったのは延元元年/建武3年（1336年）6月で、尊氏が京都を占拠する8月の2か月前のことである。つまり、文観から賢俊への交代は後醍醐天皇の治世下でなされており、確かに尊氏と賢俊は密接な関係にあったとはいえ、「尊氏の後援を受けた賢俊が文観を醍醐寺から追い出した」という認識は正確ではない。
三つ目に、南北朝の内乱勃発後、南朝側の醍醐寺座主に補任されたとみられる文観は、延元3年/暦応元年（1338年）ごろ、『弘法大師二十五箇条御遺告』という醍醐寺の重宝中の重宝（後世に偽書と判明）を吉野に持ち出したことがあり、北朝側の醍醐寺座主の賢俊は止めようとすればできたはずだが、特に両者で争った形跡はない。
内田は「想像ではあるが」としつつも、賢俊と文観は国家的には敵対の立場にあったが、醍醐寺内部では取り立てて両者は対立しておらず、醍醐寺は賢俊と文観という両朝への代表を立てて、南北両朝の争いの趨勢がどうなっても良いように、巧妙に時流への対応をしていたのではないか、と推測している。

## 関連文献
- 大田壮一郎 「室町幕府の宗教構想と武家祈祷」（初出:『ヒストリア』188号（2004年）/所収:大田『室町幕府の政治と宗教』（塙書房、2014年、第1部第4章） ISBN 978-4-8273-1264-5）
- 永村眞 「三宝院賢俊と尊氏」（栃木県立博物館発行・編集 『開館三〇周年特別企画展 足利尊氏 その生涯とゆかりの名宝』展図録、2012年、pp.145-149）ISBN 978-4-88758-069-5
- 森茂暁 「三宝院賢俊について」（初出:九州大学国史学研究室 編『古代中世史論集』（吉川弘文館、1990年） ISBN 978-4-642-01051-1/所収:森『中世日本の政治と文化』（思文閣出版、2006年、第2章第1節） ISBN 978-4-7842-1324-5）